# Faux ébénier
Faux ébénier peut faire référence à deux espèces d'arbres de la famille des Fabacées:
- Laburnum anagyroides, aussi appelé Cytise faux ébénier, un arbre trouvé en Europe
- Millettia laurentii, aussi appelé Palissandre d'Afrique, un arbre à bois sombre des régions tropicales et équatoriales d’Afrique

## Note et référence
1. ↑  « ÉBÉNIER : Définition de ÉBÉNIER », sur www.cnrtl.fr (consulté le 27 juin 2025)